# ستون پارسی

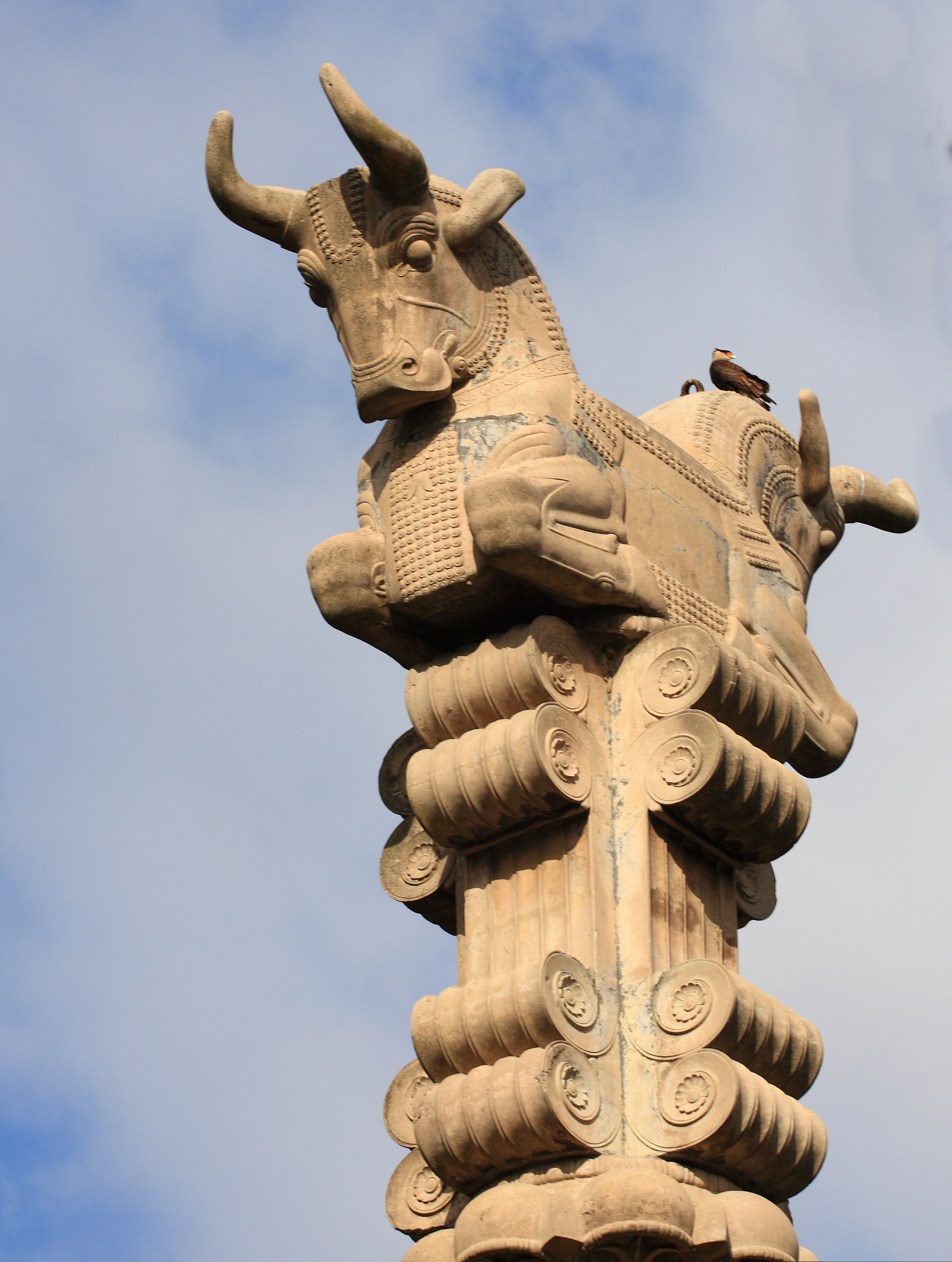
نمونه سرستون پارسی از تخت جمشید.

ستون پارسی یا ستون تخت جمشیدی شکل متمایزی از ستون است که در دوره معماری هخامنشیان در ایران باستان توسعه یافت و احتمالاً شروع آن اندکی پیش از ۵۰۰ سال قبل از میلاد بوده است. این گونه ستون‌ها عمدتاً از بازمانده‌های تخت جمشید شناخته می‌شوند، جایی که ستون‌های اصلی عظیم دارای یک پایه، بدنه شیاردار و یک سرستون با دو جانورِ پشت به پشت هستند که اکثراً نماد گاو دارند. کاخ‌های هخامنشی دارای تالار ستون‌دار عظیمی به نام آپادانا بودند که توسط چندین ردیف ستون در داخل نگهداری می‌شدند. تالار تخت یا «تالار صدستون» در تخت جمشید با ابعاد ۷۰ × ۷۰ متر توسط شاهنشاه هخامنشی، اردشیر یکم ساخته شد. تالار ستون‌دار حتی بزرگتر است. اینها اغلب شامل یک تخت سلطنتی برای پادشاه بودند و برای مجالس بزرگ تشریفاتی استفاده می‌شدند. تالارهای ستون‌دار بزرگ مانند تالارهای تخت جمشید و شوش می‌توانستند همزمان ده هزار نفر را در خود جای دهند.
هخامنشیان تجربه کمی در معماری سنگی داشتند، اما توانستند هنرمندان و صنعتگرانی را از سراسر امپراتوری گستردهٔ خود گرد هم آورند تا یک سبک ترکیبی-امپراتوری ایجاد کنند که از تأثیرات میان‌رودان، مصر و لیدیه در آناتولی، و همچنین تمدن ایلام در خود ایران برخوردار بود. این سبک احتمالاً در کاخ آپادانای شوش توسعه یافته اما بیشترین و کامل‌ترین آثار به جا مانده از آن را در تخت جمشید می‌یابیم، جایی که چندین ستون هنوز پابرجا هستند. ساخت‌وساز بناهای شاهنشاهی به این سبک با حمله اسکندر مقدونی در سال ۳۳۰ قبل از میلاد و آتش زدن تخت جمشید به طرز ناگهانی متوقف شد.

## شرح و توصیف

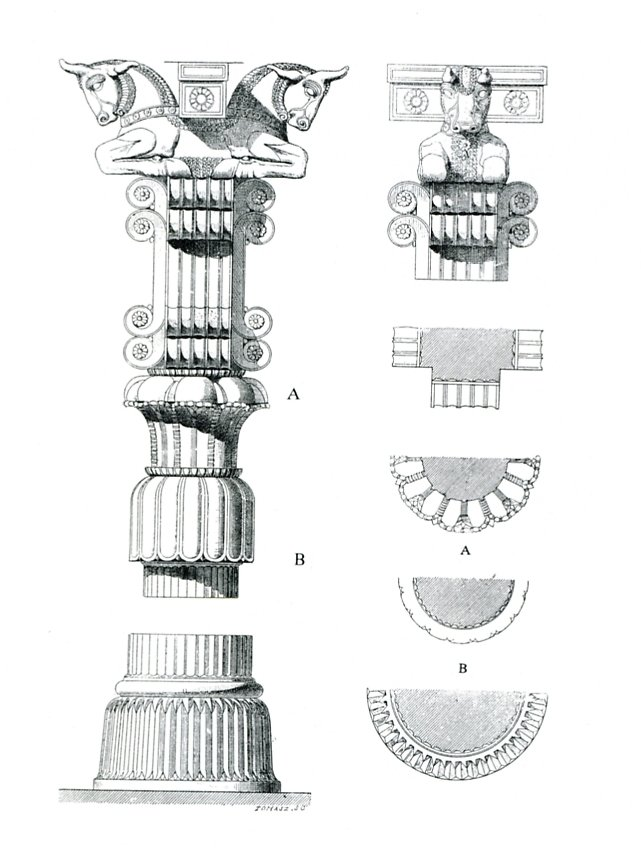
نمای روبه‌رو و نمای جانبی یک ستون معمولی در تخت جمشید

اشکال ستون‌ها و سرستون‌ها در بین ساختمان‌های مختلف تا حدودی متفاوت است. به‌طور کلی سرستون‌ها با دو حیوان به شدت تزئین شده و پشت به پشت تراشیده می‌شوند که از ستون بیرون زده‌اند. اینها به عنوان براکت (در معماری) برای حمایت از فرسب یا تیرهای سقف عمل می‌کنند، در حالی که پشت صاف حیوانات نیز تیرهایی که در زوایای قائم قرار می‌گیرند را نگه می‌دارند (بازسازی ستون در موزه لوور در تصویر زیر را ببینید). از آنجایی که حیوانات بیرون زده هستند، می‌توان آنها را نوعی پیش‌قراولی به حساب آورد. گاو نر رایج‌ترین حیوان در این ستون‌هاست، اما شیر، گاو نر با سر انسان به سبک گاو بال‌دار آشوری، و شیردال با سر عقاب و بدن شیر نیز در این سبک معماری دیده شده‌اند.
گاو و شیر ممکن است منعکس‌کنندهٔ نمادپردازی‌های نوروز، سال نوی ایرانی در اعتدال بهاری، از نبردی ابدی بین گاو نر به‌عنوان تجسم ماه، و یک شیر به‌عنوان تجسم خورشید باشند. نوروز روزی بود که ملل خراجگزار، هدایای سالانه خود را به پادشاه تقدیم می‌کردند، همان‌طور که در نقش برجسته‌های پلکان‌های تخت جمشید به تصویر کشیده شده است. برخی بر این باورند که ساخت تخت جمشید به‌طور خاص برای بزرگداشت نوروز بوده است.
سرستون بسیار بلندتر از اکثر سبک‌های ستونی دیگر است. در حالی که برخی از ستون‌های کوچکتر به سرعت از مجسمه حیوانات به بدنه ساده و بدون نقش و نگار در پایین منتقل می‌شوند، نمونه‌های بزرگتر و باشکوه‌تر دارای یک بخش میانی بلند با پیچکهای دوگانه در بالا و به‌طور معکوس در پایین با ناحیهٔ مربع‌شکلی با شیارهای طولی هستند. البته بدنهٔ اصلی ستون گرد است. در بالای بدنهٔ اصلی و گرد، دو بخش با طرح‌هایی شُل و آزاد با الهام از گیاهان وجود دارد. بخش بالایی شکلی شبیه به «سرستون نخل» دارد که با بالا رفتن پهن می‌شود و بخش پایینی یادآور برگ‌هایی است که به سمت پایین خم شده‌اند. سرستونهای دیگر حیوانات و دو عنصر پایینی مبتنی بر گیاه را دارند، اما فاقد بخش میانی با پیچک‌ها هستند. سرستون موجود از این سبک در شیکاگو از این نوع است. قالب‌بندی‌های کوچک متنوعی بین عناصر مختلف به چشم می‌خورد که بازتاب‌دهندهٔ سبک یونانی است. شاخ‌ها و گوش‌های حیوانات اغلب قطعات جداگانه‌ای هستند که با گیره‌های مربع‌شکل به سر متصل می‌شوند. ستون‌ها صیقلی بودند و حداقل سرستون‌ها رنگ‌آمیزی شده بودند. در مورد ستون‌های چوبی هم بر روی یک پوشش گچی رنگ‌آمیزی اعمال شده بود. این سبک بازتاب‌دهنده تأثیرات فرهنگی گوناگونی است که امپراتوری پارس آنها را فتح کرده بود، از جمله مصر، بابل، و لیدیه، و همچنین یونان که پارس‌ها در آنجا موفقیت موقت و کوتاه‌مدتی داشتند. نتیجه نهایی به شکلی واضح و متمایز، سبکی پارسی است.
تصور می‌شود ستون‌های سنگیِ به‌جامانده، پیش‌درآمدی از نسخه‌های چوبی بوده‌اند که همچنان مورد استفاده داشته‌اند. شاید زمانی که تهیه درختان به اندازه کافی بزرگ برای بزرگ‌ترین ساختمان‌ها دشوار یا غیرممکن شد، حرکت به سمت ساخت ستون سنگی روی داد. بدنه‌ها می‌توانند تا ۲۰ متر ارتفاع داشته باشند. حتی در ستون‌های چوبی هم پایه از سنگ ساخته می‌شد و گاهی کتیبه‌ای حک شده بود که نام پادشاه سازنده آن ساختمان بر روی آن قرار داشت. اکثر پایه‌ها گرد هستند، اما یک نوع مربع اولیه دارای دو پله است.

## کاربرد و نفوذ
به نظر می‌رسد شکل کامل ستون پارسی فقط در چند مکان خارج از ایران، در سراسر امپراتوری و در دوران هخامنشیان استفاده شده است. ارمنستان و حتی مستعمرات شام در شبه‌جزیره ایبریا. این ستون‌ها بر ستون‌های آشوکا که حدود ۸۰ سال پس از نابودی شاهنشاهی هخامنشی توسط اسکندر مقدونی در هند ساخته شدند، و دیگر ساختمان‌های امپراتوری در معماری امپراتوری مائوریا تأثیر گذاشتند. از نظر تزئینات، آنها بر روی بناهای بودایی باستانی در منطقه گنداره در قرن دوم یا سوم میلادی قابل مشاهده هستند. همچنین ستون‌های پارسی غارهای کارلا و غارهای ناسیک را تزئین می‌کنند. این سبک در خود ایران توسعه نیافت، اما عناصر آن همچنان پیش از ظهور اسلام، تحت سلسله‌های بعدی ظاهر می‌شد.

## احیای ستون‌های پارسی
از قرن نوزدهم میلادی، شکل کامل ستون‌های تخت جمشید توسط پارسیان هند و معماران التقاطی در اروپا احیا شد. استفاده از این ستون‌ها در بناهای عمومی ایران فقط در دوره پهلوی (از ۱۹۲۵) رواج پیدا کرد، اگرچه کاخ سلطنتی سابق در باغ عفیف‌آباد (۱۸۶۳) به‌طور آزمایشی از برخی عناصر سرستون‌ها استفاده می‌کند.
رضاشاه، اولین پادشاه پهلوی، به روش‌های مختلف علاقه به هخامنشیان را برای ترویج ملی‌گرایی ایرانی و حمایت از مشروعیت رژیم خود ترویج می‌کرد. بناهای مهمی در تهران تحت نظارت باستان‌شناسان اروپایی، به‌ویژه آندره گدار، ماکسیم سیرو و ارنست هرتسفلد، از نظر اصالت سبکشان مورد بررسی قرار گرفتند. این بناها شامل شهربانی و بانک ملی ایران می‌شود.
اگرچه ایران در جمهوری اسلامی بناهایی را ترجیح می‌دهد که به معماری اسلامی مربوط باشند، اما ستون‌های کوچک پارسی همچنانچهارطاقی موسوم به «دانشمند ایرانی» اهدایی به دفتر سازمان ملل متحد در وین در سال ۲۰۰۹ را پشتیبانی می‌کنند.

## نگارخانه

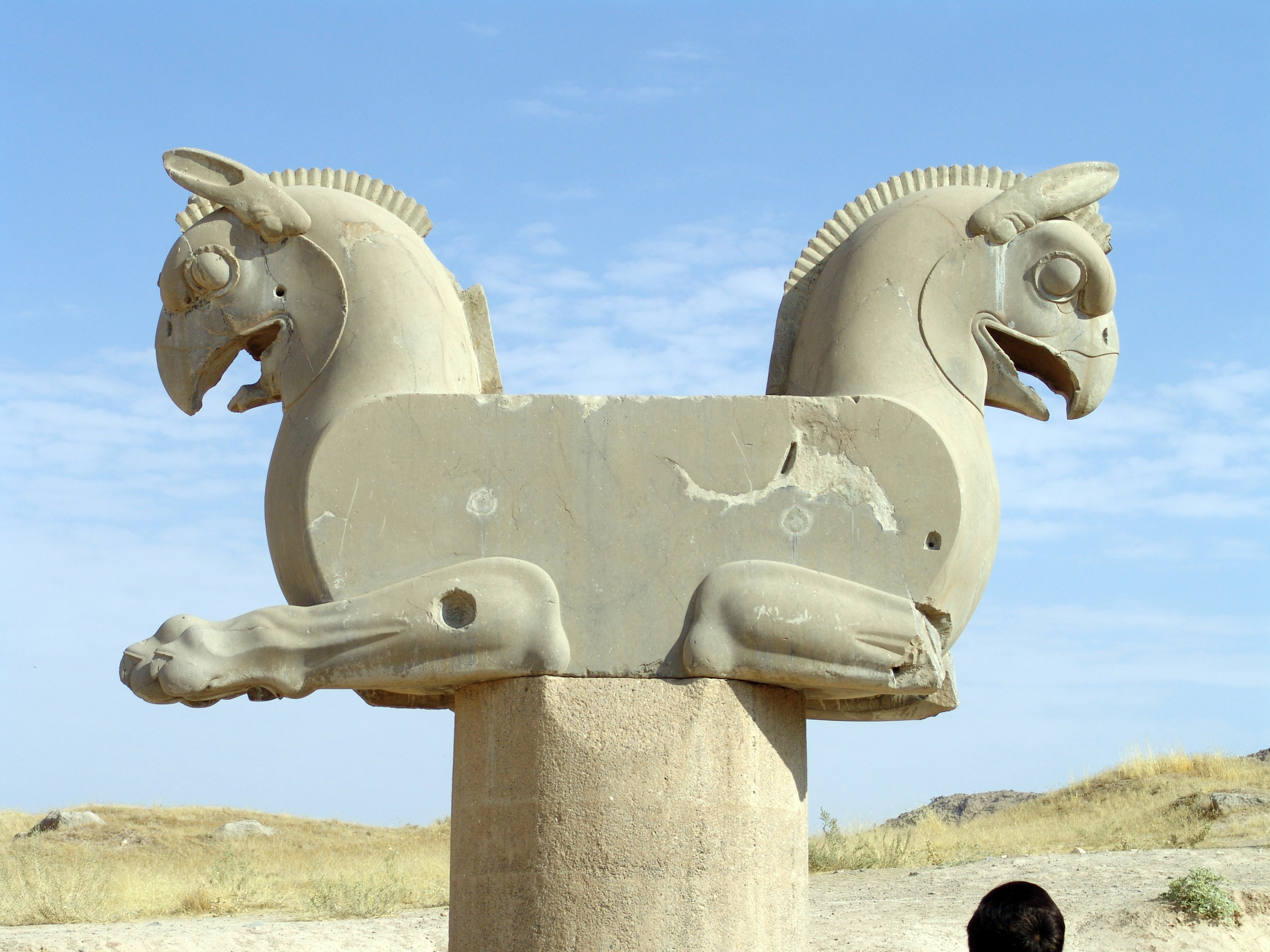
سرستون شیردال در تخت جمشید. الوارهای سقف احتمالاً سطح کناری صاف را پر کرده بودند.
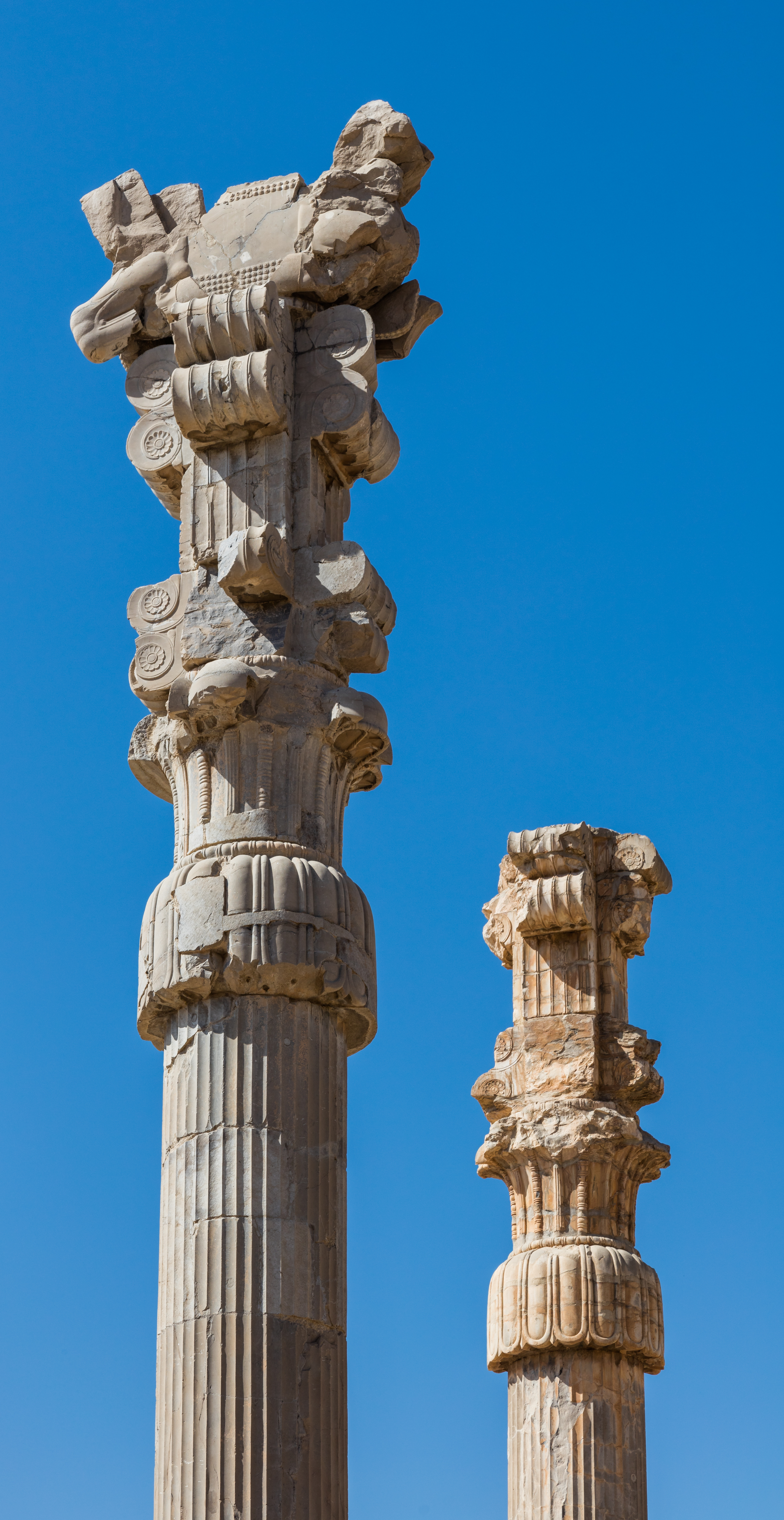
ویرانه‌های تخت جمشید
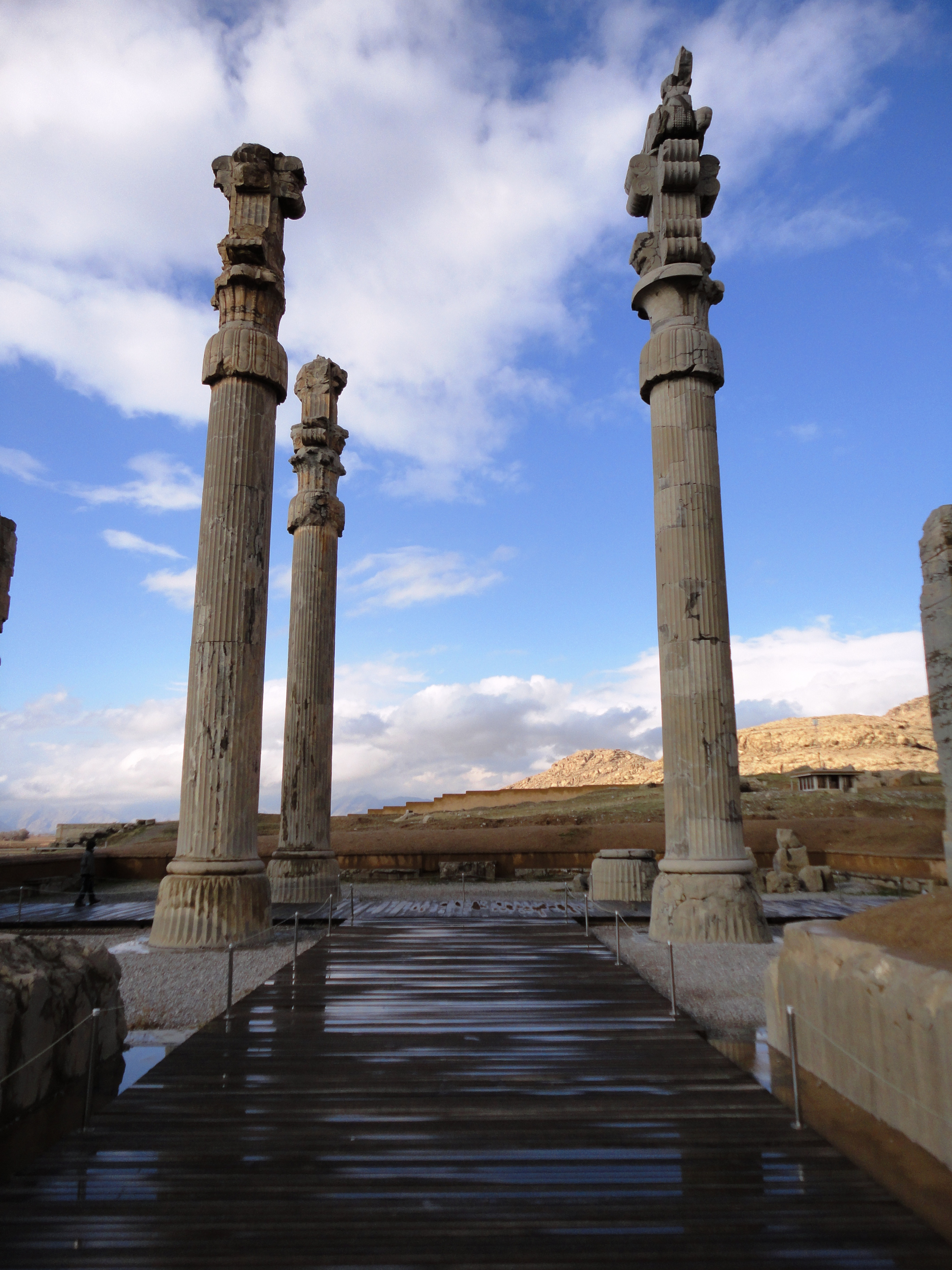
ویرانه‌های تخت جمشید
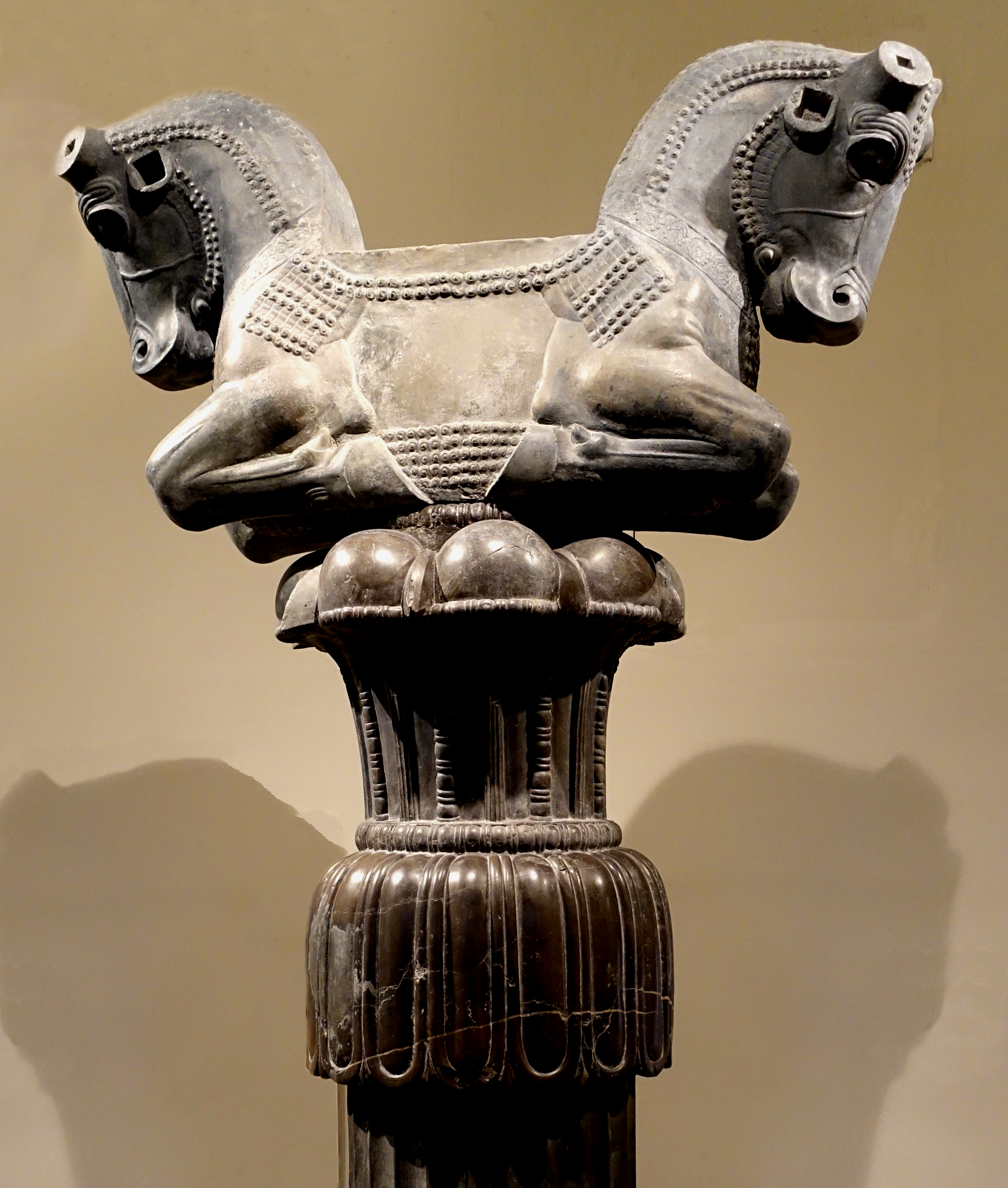
سرستون هخامنشی در تخت جمشید
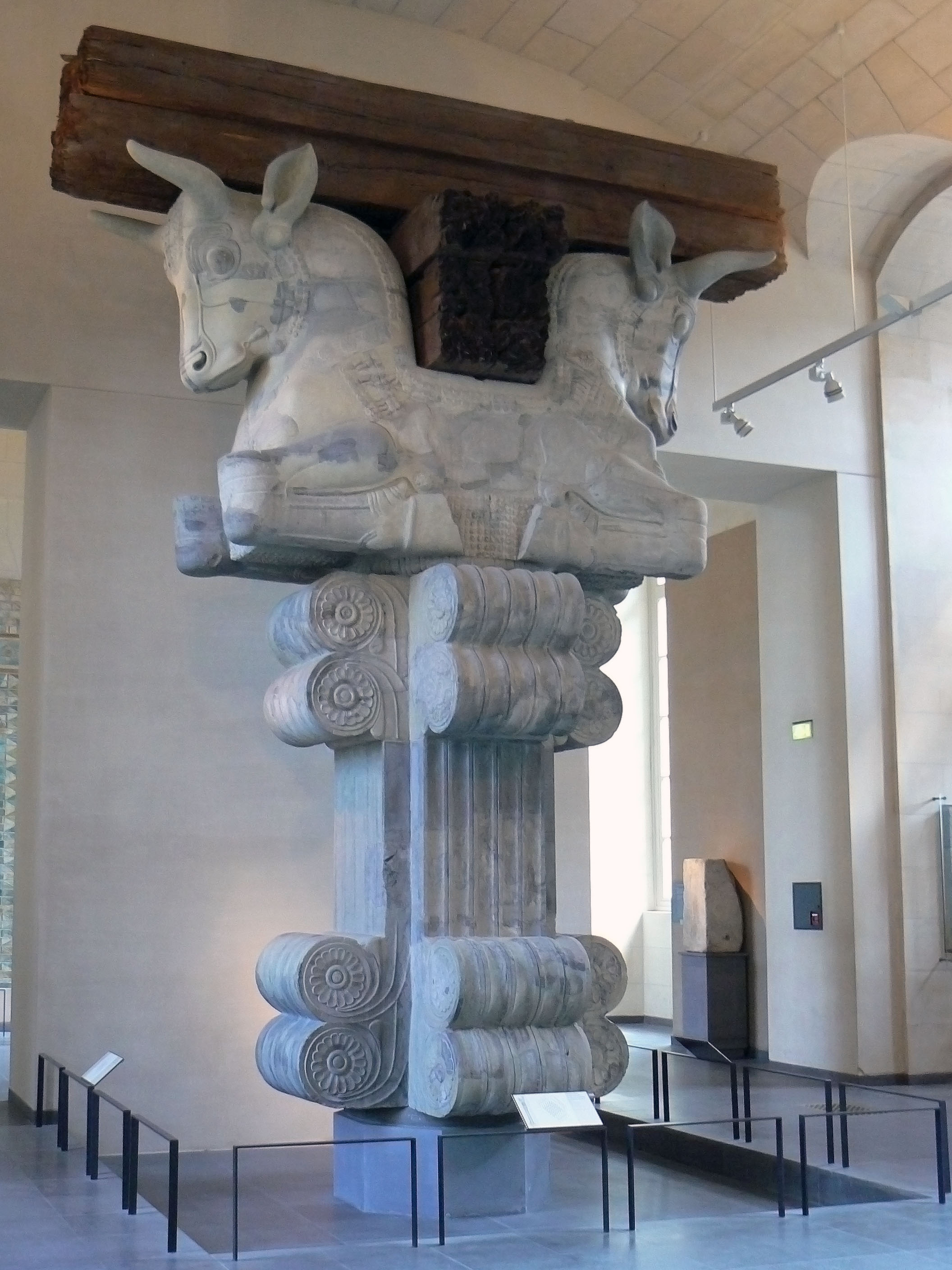
سرستون گاو نر از آپادانای کاخ آپادانای شوش، موزه لوور
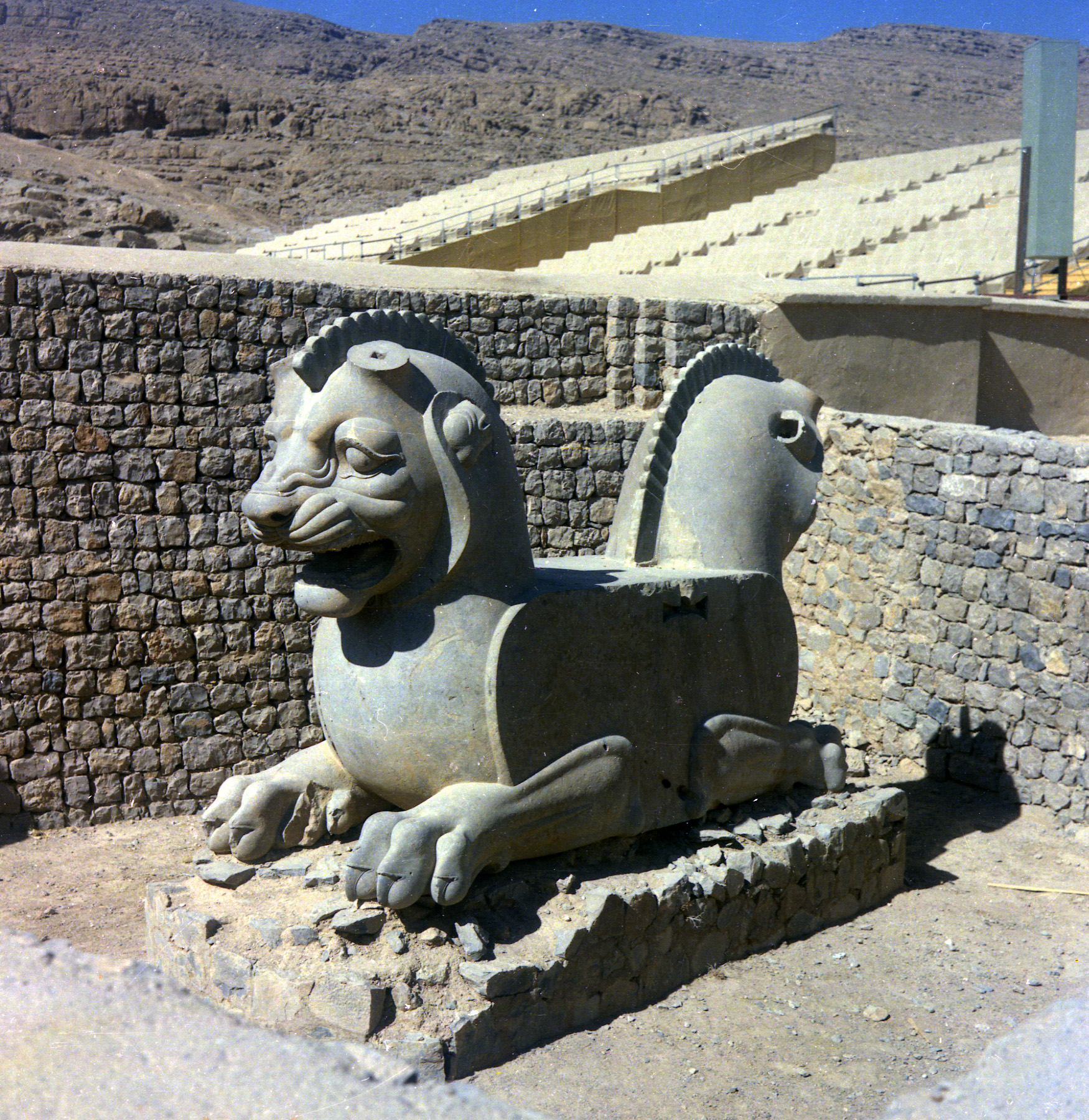
سرستون شیر در تخت جمشید
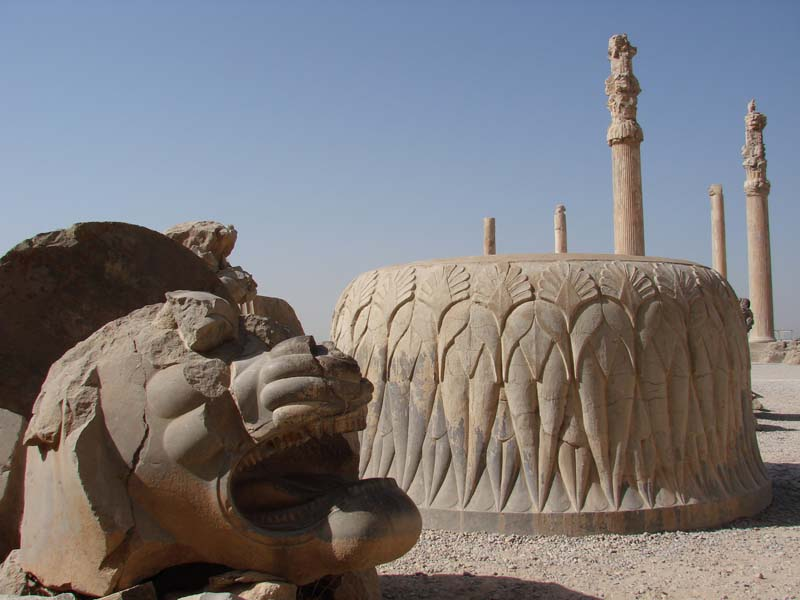
قطعه شیر و پایه ستون در تخت جمشید
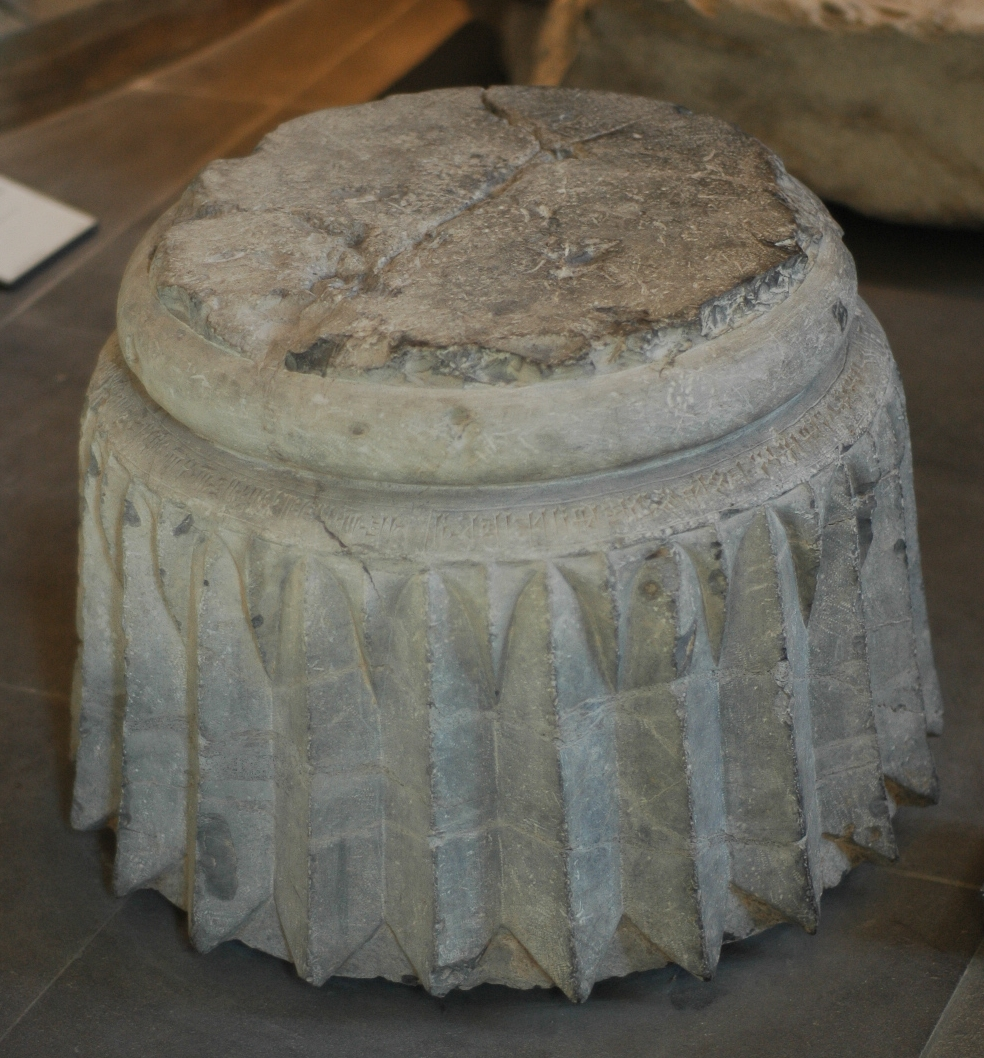
پایه ستون از شوش، با سنگ‌نوشته
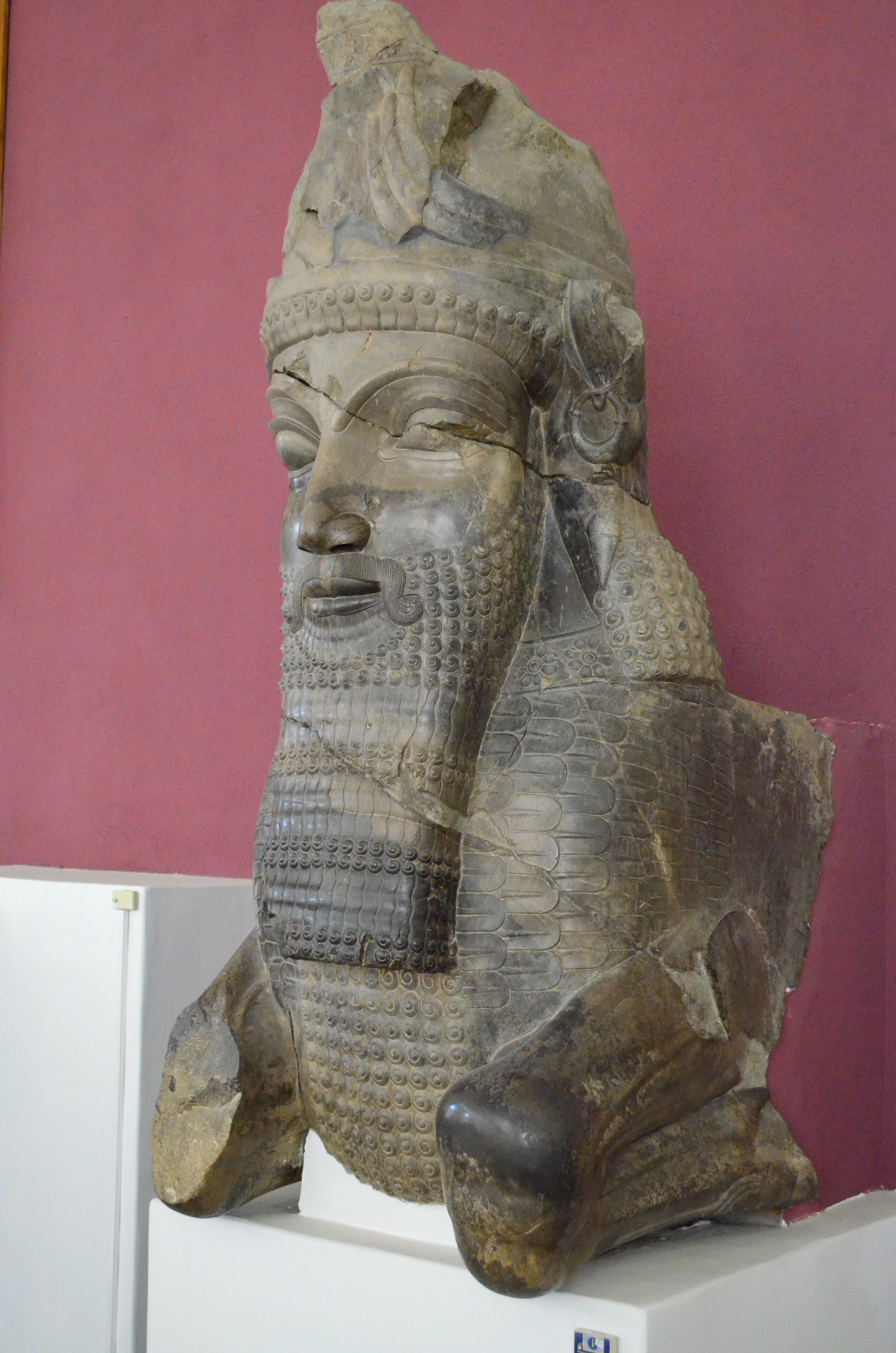
سرستون شکسته گاو نر از تخت جمشید
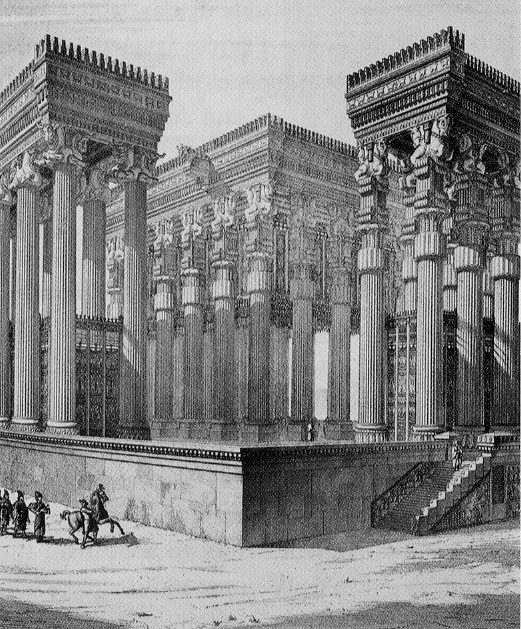
بازسازی تصویری قرن نوزدهم تخت جمشید توسط فلاندین و کوست
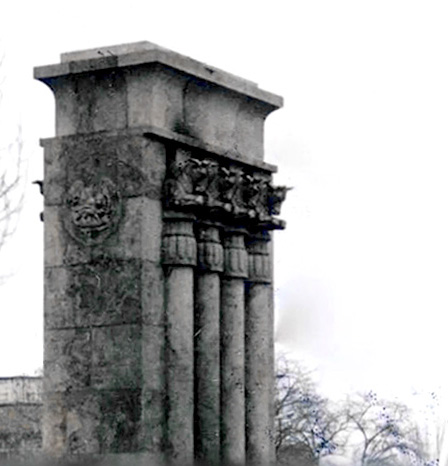
میدان مجسمه مشهد
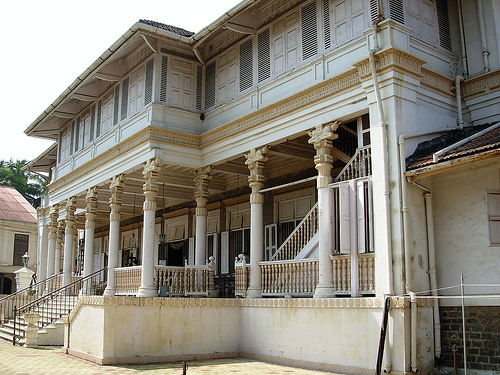
آتش بهرام اودوادا، آتشگاه پارسیان هند در شهر اودوادا، هند.۱۸۹۴
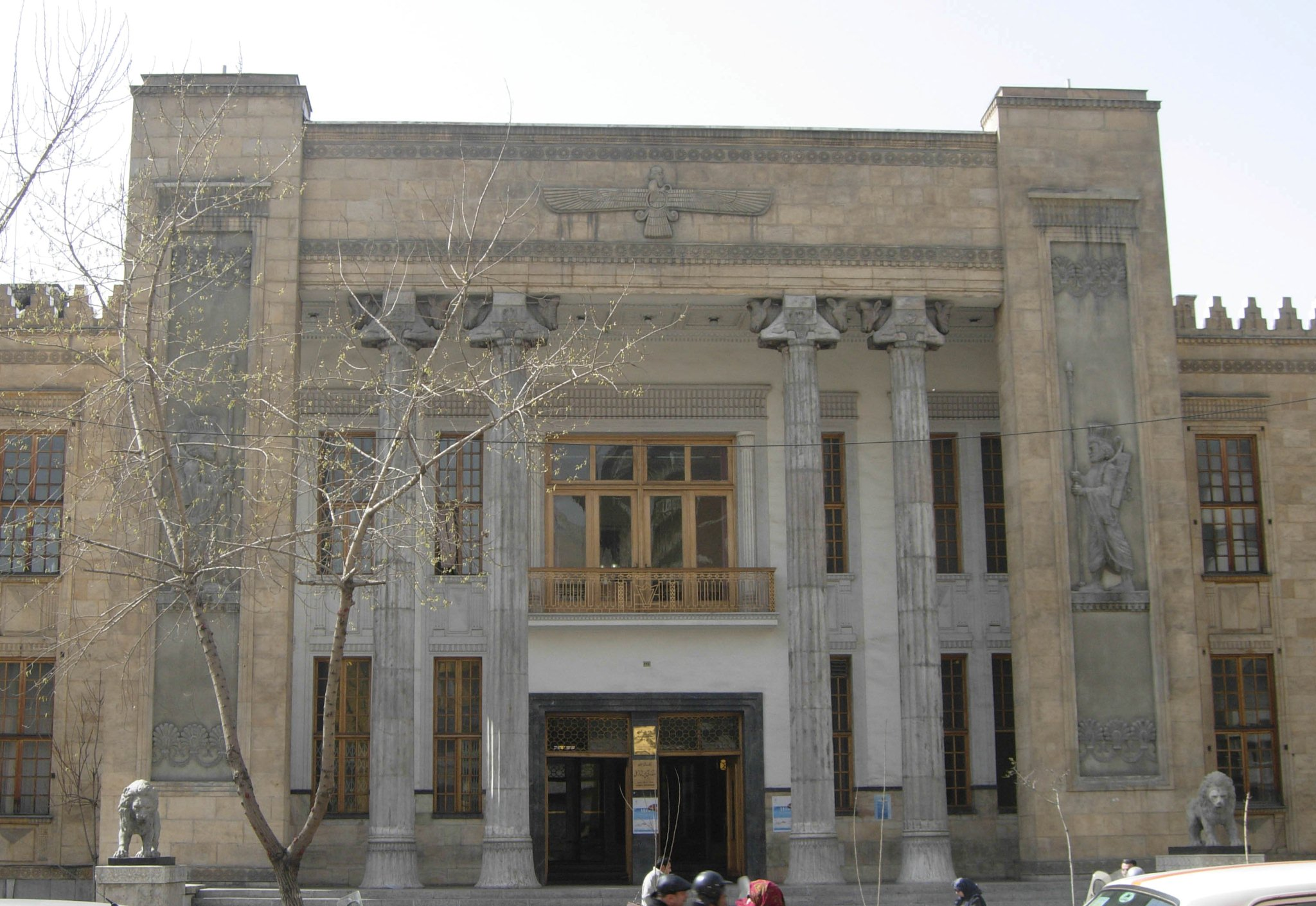
ساختمان بانک ملی ایران، خیابان فردوسی، تهران
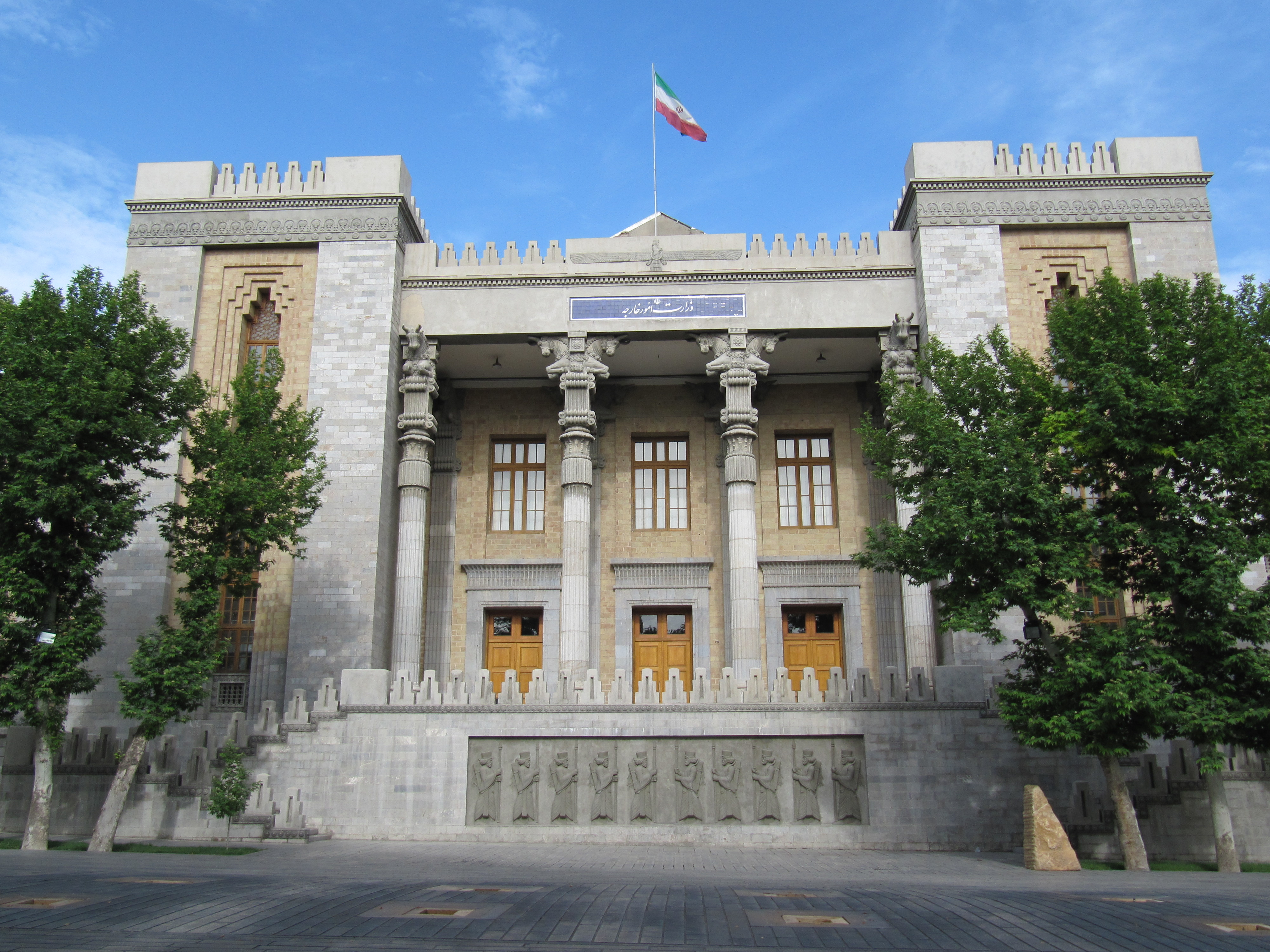
وزارت امور خارجه ایران. ۱۹۳۹
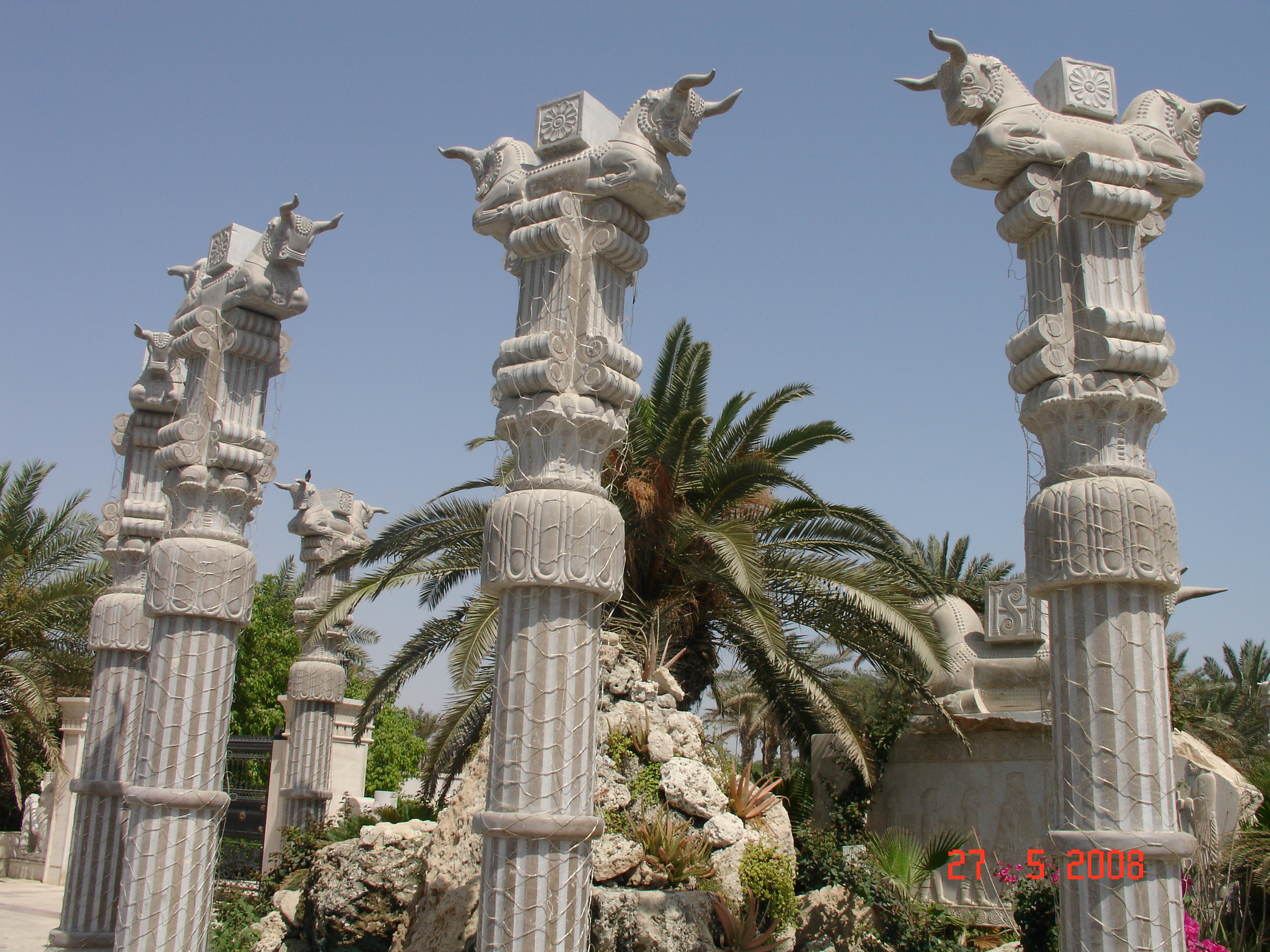
هتل بزرگ داریوش، جزیره کیش
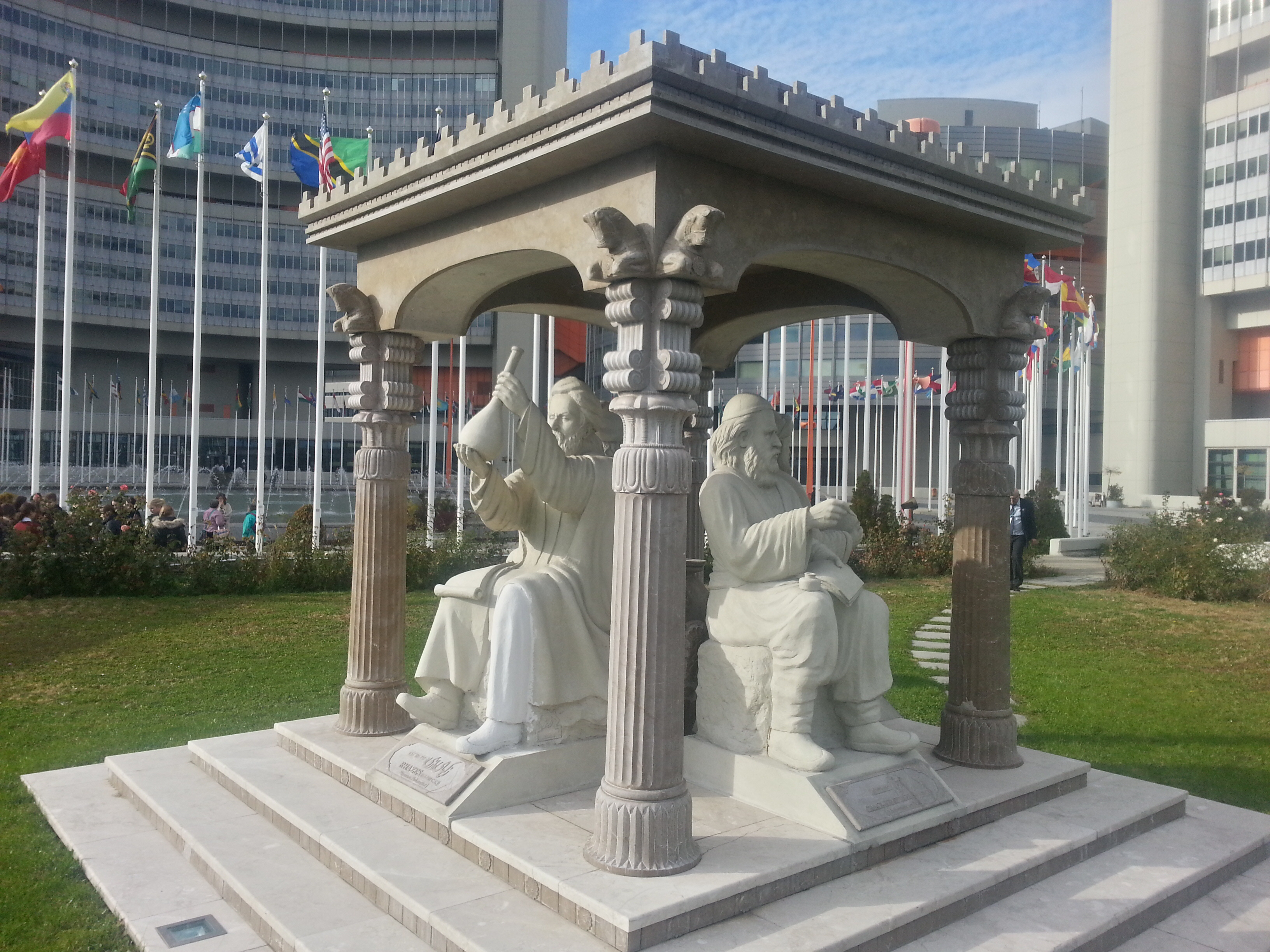
چهارطاقی دانشمند ایرانی در وین
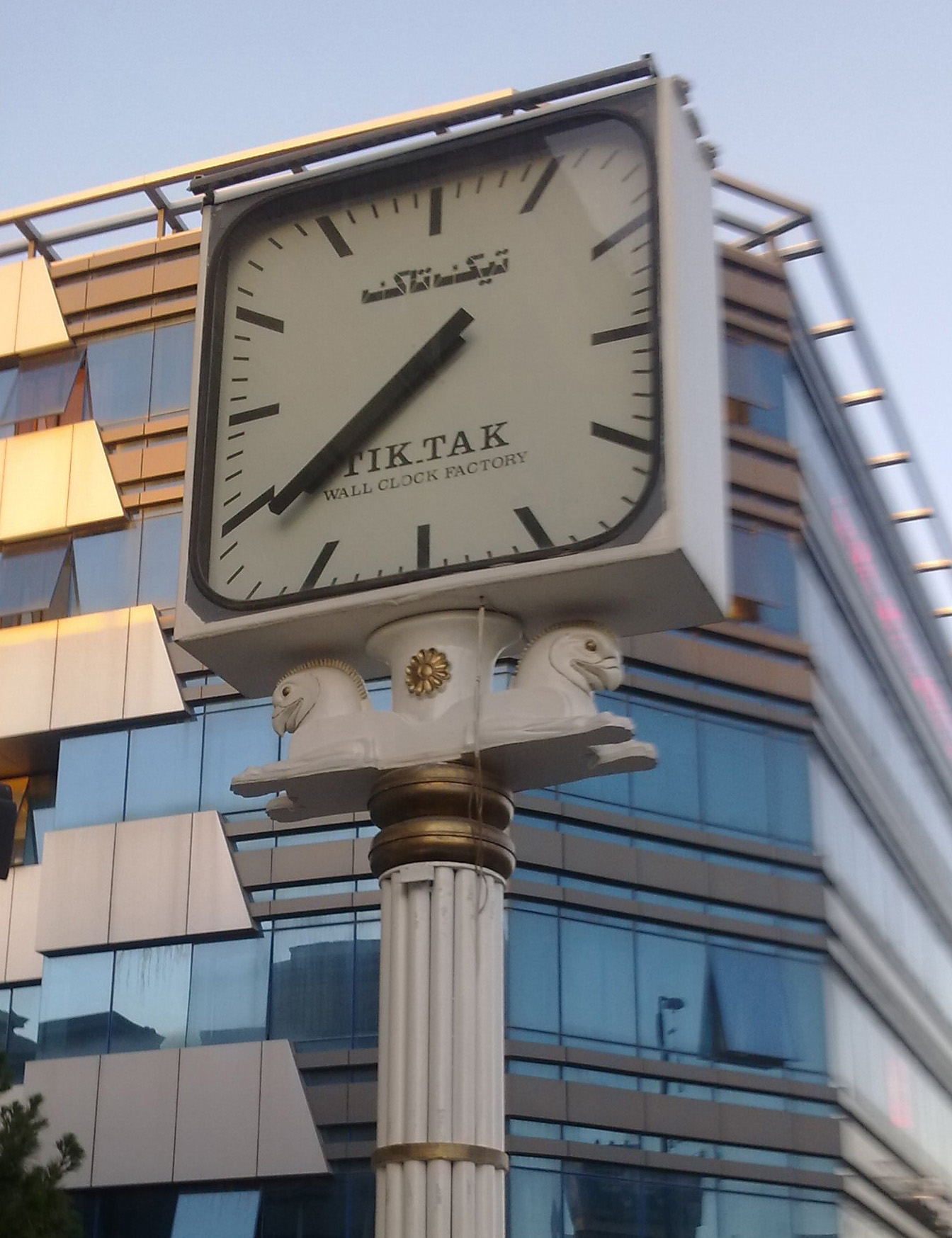
برج هما، مشهد